# Tetsu Katayama
Pour les articles homonymes, voir Katayama.
Tetsu Katayama (片山 哲, Katayama Tetsu), né le 28 juillet 1887 à Wakayama dans la préfecture du même nom et décédé le 30 mai 1978 est un homme d'État japonais. Il fut le 46e Premier ministre du Japon entre le 24 mai 1947 et le 10 mars 1948.

## Biographie
Tetsu Katayama naquit le 28 juillet 1887 à Wakayama, au Japon. Il était chrétien, ce qui se révèlera important lors de l'occupation du Japon. Après des études de droit à l'université impériale de Tokyo, il devint avocat dans la capitale.
En 1926, alors âgé de 39 ans, Tetsu Katayama prit les rênes du Shakai Minshūtō, qui venait d'être créé. Il sera élu en 1930 à la Chambre des représentants de la Diète du Japon. En 1932, il devient membre du comité exécutif du Shakai Taishūtō, le parti créé la même année par Abe Isoo dont il se fera expulser en 1940 pour ne pas avoir assisté à la séance plénière de la Chambre des représentants, où Takao Saitō perdit sa place après un discours anti-militaire.
Après la guerre, il devient secrétaire général du Parti socialiste japonais, créé en novembre 1945. En septembre 1946, il en devient le président du comité exécutif. Après les élections législatives d'avril 1947, où le Parti socialiste japonais obtint la majorité des sièges, il devint le 24 mai 1947 le 46e Premier ministre du Japon. Après neuf mois à la tête d'un gouvernement de coalition, des tensions au sein de son parti précipitèrent la dissolution de son Cabinet en février 1948.
En dépit de la brièveté de son mandat, son gouvernement eut le temps d'introduire un bon nombre de mesures sociales. On compte parmi elles le premier ministère du Travail, le premier code du travail, l'assurance chômage, le congé de maternité, l'inscription dans la loi de l'égalité salariale hommes-femmes, des lois sur les droits des enfants (les droits des enfants nés hors mariage et des lois contre la maltraitance infantile, ainsi que la création d'orphelinats publics), et l'abolition du servage. 
Il prit également des mesures contre la concentration des pouvoirs économiques entre les mains des zaibatsu.